# Сайдлер, Дэвид
Дэвид Сайдлер (англ. David Seidler; 4 августа 1937, Лондон, Великобритания — 16 марта 2024, Новая Зеландия) — британо-американский сценарист, лауреат премий «Оскар» и BAFTA за лучший оригинальный сценарий для фильма «Король говорит!» (2010).

## Биография
Дэвид Сайдлер родился и провёл раннее детство в Лондоне. Его родители — евреи. Отец — Бернард Сайдлер, брокер, занимался торговлей мехом, имел офис в Нью-Йорке. Когда Лондон подвергся налётам авиации нацистской Германии, семья перебралась в Лингфилд, Суррей.
Чуть позднее они отправились в Америку. Их корабль входил в состав конвоя из трёх судов, одно из которых, перевозившее итальянских военнопленных, было потоплено немецкой подлодкой. Эта опасная поездка стала причиной заикания Дэвида, которым он страдал до трёхлетнего возраста. Его родственники, оставшиеся в Европе, погибли в Холокосте.
Умер 16 марта 2024 года в Новой Зеландии в возрасте 86 лет.

## Фильмография
Избранные труды:
| Год  |    | Русское название                  | Оригинальное название | Роль      |
| ---- | -- | --------------------------------- | --------------------- | --------- |
| 1985 | тф | Происки в Стране чудес            | Malice in Wonderland  | сценарист |
| 1998 | мф | Волшебный меч: В поисках Камелота | Quest for Camelot     | сценарист |
| 2010 | ф  | Король говорит!                   | The King's Speech     | сценарист |

## Награды и номинации
- Премия «Оскар» за лучший оригинальный сценарий (2011 год)
- Премия BAFTA за лучший оригинальный сценарий (2011 год)